# Morrow County, Ohio
Morrow County är ett administrativt område i delstaten Ohio, USA, med 34 827 invånare. Den administrativa huvudorten (county seat) är Mount Gilead. Countyt har fått sitt namn efter politikern Jeremiah Morrow.

## Geografi
Enligt United States Census Bureau har countyt en total area på 1 055 km². 1 052 km² av den arean är land och 3 km² är vatten.    

### Angränsande countyn
- Crawford County - norr
- Richland County - nordost
- Knox County - sydost
- Delaware County - sydväst
- Marion County - väst

### Orter
- Cardington
- Chesterville
- Edison
- Fulton
- Galion (delvis i Crawford County, delvis i Richland County)
- Marengo
- Mount Gilead (huvudort)
- Sparta